# Bystrík Režucha
Bystrík Režucha (14. ledna 1935 v Bratislavě – 16. srpna 2012 tamtéž) byl slovenský dirigent a vysokoškolský pedagog.
V letech 1984–1989 byl Bystrík Režucha šéfdirigentem Slovenské filharmonie.